# 阿拉瓜亚河

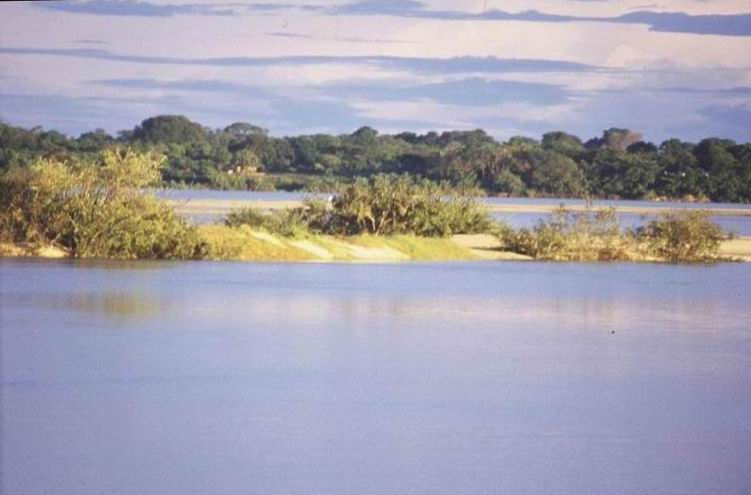
阿拉瓜亞河

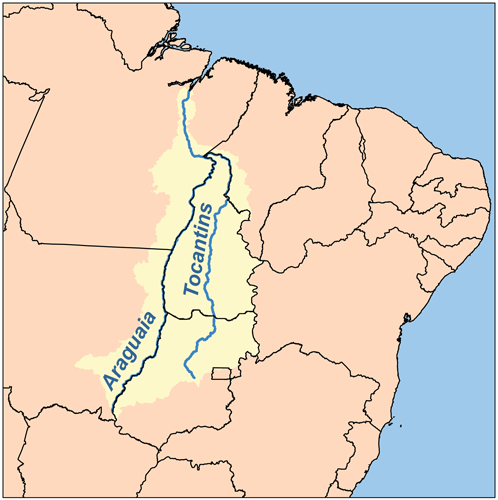
阿拉瓜亞河的位置以Araguaia標示

阿拉瓜亚河（葡萄牙語：Rio Araguaia）是巴西的主要河流之一，位于巴西中部。该河流总长度2,627公里。“阿拉瓜亚”在图皮语中意为“金领鹦鹉河”。该河发源于上阿拉瓜亚城附近，在圣若昂汇入托坎廷斯河。阿拉瓜亚河流向为由南向北。
1966年－1975年，巴西共产党在阿拉瓜亚河流域开展游击战。